# Пісня про Дніпро
«Пісня про Дніпро» (також відома як «Ой, Дніпро, Дніпро»; рос. Песня о Днепре) — пісня композитора Марка Фрадкіна на слова поета Євгена Долматовського, написана в 1941 році. Перше публічне виконання відбулося того ж місяця в місті Урюпінську.

## Історія створення
Слова майбутньої пісні військовий кореспондент РСЧА, поет Євген Долматовський написав у листопаді 1941 року. На той момент автор уже мав досвід перебування в оточенні в Уманському котлі та в німецькому полоні, звідки зумів утекти.
Твір було написано в місті Урюпінську (неподалік Сталінграда), де на той час формувалися частини Південно-Західного фронту   .
За іншими даними, пісню було створено в Цюрупинську Херсонської області.
За спогадами Є. Долматовського, слова пісні почали складатися в нього ще в ті дні, коли він пробивався до своїх через лінію фронту. Завдяки щасливому збігові обставин, у казармі, де стояла його частина, поселили й артистів  Ансамблю пісні й танцю (АПТ) Південно-Західного фронту, у якому другим диригентом служив композитор Марк Фрадкін.
Як згадував М. Фрадкін, після знайомства з Долматовським вони вдвох кілька годин працювали над твором у хаті місцевого священика, де було фортепіано.
Репетиція прем’єри пісні відбулася наступного дня силами АПТ Південно-Західного фронту. Першим виконавцем твору став соліст цього колективу Михайло Гришко.
Після затвердження пісні Головним політуправлінням РСЧА її було рекомендовано для виконання ансамблями фронтів.
Уперше офіційно пісня пролунала в листопаді 1941 в місті Урюпінську для фронтових політпрацівників, а 31 грудня 1941 її було виконано у Воронезькому драматичному театрі для очільників фронтів.
За написання музики «Пісні про Дніпро» Марка Фрадкіна було нагороджено орденом Червоної Зірки .
У 1944 на екрани вийшов художній кінофільм «Щит Джургая» виробництва Ташкентської кіностудії, у якому «Пісня про Дніпро» пролунала у виконанні Михайла Гришка. За виконання ролі Капітана «Пісні про Дніпро» у стрічці «Щит Джургая» артиста було нагороджено Сталінською премією і званням народного артиста СРСР.

## Варіанти тексту
У початковому варіанті слів пісні (1941) ішлося про оборонні бої, про тимчасовий відступ Червоної армії та про її очікуване переможне повернення невдовзі. Після вигнання нацистських військ з території України до виконуваного зі сцени тексту пісні було внесено відповідні корективи: рядки Из твоих стремнин ворог воду пьет – Захлебнется он той водой замінено на Из твоих стремнин ворог воду пил – Захлебнулся он той водой, Будет славный день – на Славный час настал і подібне.

## Українські мотиви та алюзії в тексті
Оригінальний російський текст Євгена Долматовського містить окремі українізми (Днипро, ворог, кручи). Крім того, у тканині вірша є ціла низка алюзій та ремінісценцій на поезії Тараса Шевченка, насамперед на «Заповіт» і «Реве та стогне Дніпр широкий…»: Ой, Днипро, Днипро, ты широк, могуч; Кровь фашистских псов пусть рекой течет (у «Заповіті»: І понесе кров ворожу У синєє море) та ін.
Єдина пряма згадка про Україну (бьёт фашистский сброд Украина-мать Партизанкою по Днепру…) містилася в куплеті, вилученому з офіційно затвердженого для виконання тексту після 1943 року.

## Переклади
Пісня широко виконувалася як в оригінальному російськомовному варіанті, так і в українських перекладах, зокрема авторства Миколи Терещенка, Платона Воронька та інших авторів.

## Виконавці
Першими виконавцями пісні під час Другої світової війни стали Михайло Гришко (у складі Ансамблю пісні й танцю Південно-Західного фронту), а також Червонопрапорний АПТ СРСР під керівництвом О.В. Александрова (соліст Лаврентій Ярошенко, перший грамзапис —1942 рік), Остап Дарчук, Павло Кармалюк та інші.
Пізніше «Пісню про Дніпро» включали до свого репертуару відомі співаки, зокрема, Іван Козловський, Дмитро Гнатюк, Микола Кондратюк,  Володимир Гришко, Леонід Харитонов, Євген Нестеренко, Йосип Кобзон.

## Цікаві факти
- Рядки з тексту пісні викарбувано на кількох пам'ятниках і меморіальних знаках, зокрема, на меморіальній стелі на честь визволення Херсона від нацистських загарбників, на обеліску на честь героїв Другої світової війни в Новій Каховці, на монументі на березі Кам'янського водосховища[1].
- Мелодія пісні лунає у вагонах фірмового пасажирського потягу «Дніпро» під час слідування з Києва до Дніпра.
- «Пісня про Дніпро» — це також назва музичного фільму 1983 року режисера Віктора Черкасова з циклу "Салют перемоги" присвяченого 40-річчю визволення міста Києва від німецько-фашистських загарбників. У фільмі лунають пісні радянських композиторів, українські народні пісні і танці у виконанні Ансамблю пісні і танцю Київського військового округу під управлінням О.Пустовалова, Державного ансамблю народного танцю УРСР ім. П.Вірського, Державної заслуженої капели бандуристів України під управлінням М.Гвоздя, Військового оркестру штабу Київського військового округу під управлінням А.Кузьменка, співаків Анатолія Мокренка, Людмили Зикіної, Анатолія Солов'яненка, Дмитра Гнатюка, Марії Стеф'юк, Миколи Гнатюка. Зйомки проходили на місцях боїв, вулицях і площах Києва[7].